# Antoine Roussel
Antoine Roussel (* 21. listopadu 1989, Roubaix, Francie) je francouzský hokejový útočník hrající za tým Vancouver Canucks v NHL. V letech 2012, 2013, 2014, 2015 a 2017 reprezentoval Francii na mistrovství světa.

## Klubové statistiky
| Sezona     | Klub                  | Soutěž     | Základní část | Základní část | Základní část | Základní část | Základní část | Play off | Play off | Play off | Play off | Play off |
| Sezona     | Klub                  | Soutěž     | Z             | G             | A             | B             | TM            | Z        | G        | A        | B        | TM       |
| ---------- | --------------------- | ---------- | ------------- | ------------- | ------------- | ------------- | ------------- | -------- | -------- | -------- | -------- | -------- |
| 2006/07    | Chicoutimi Sagueneens | QMJHL      | 56            | 7             | 13            | 20            | 55            | 4        | 0        | 0        | 0        | 14       |
| 2007/08    | Chicoutimi Sagueneens | QMJHL      | 70            | 13            | 24            | 37            | 121           | 5        | 0        | 4        | 4        | 29       |
| 2008/09    | Chicoutimi Sagueneens | QMJHL      | 58            | 15            | 20            | 35            | 110           | 4        | 0        | 2        | 2        | 15       |
| 2009/10    | Chicoutimi Sagueneens | QMJHL      | 68            | 24            | 23            | 47            | 131           | 7        | 4        | 5        | 9        | 10       |
| 2010/11    | Providence Bruins     | AHL        | 42            | 1             | 7             | 8             | 88            | —        | —        | —        | —        | —        |
| 2011/12    | Chicago Wolves        | AHL        | 61            | 4             | 5             | 9             | 177           | 2        | 0        | 0        | 0        | 6        |
| 2012/13    | Dallas Stars          | NHL        | 39            | 7             | 7             | 14            | 85            | —        | —        | —        | —        | —        |
| 2012/13    | Texas Stars           | AHL        | 43            | 8             | 11            | 19            | 107           | —        | —        | —        | —        | —        |
| 2013/14    | Dallas Stars          | NHL        | 81            | 14            | 15            | 29            | 209           | 6        | 0        | 3        | 3        | 27       |
| 2014/15    | Dallas Stars          | NHL        | 80            | 13            | 12            | 25            | 148           | —        | —        | —        | —        | —        |
| 2015/16    | Dallas Stars          | NHL        | 80            | 13            | 16            | 29            | 123           | 13       | 2        | 0        | 2        | 16       |
| 2016v17    | Dallas Stars          | NHL        | 60            | 12            | 15            | 27            | 115           | —        | —        | —        | —        | —        |
| 2017/18    | Dallas Stars          | NHL        | 73            | 5             | 12            | 17            | 126           | —        | —        | —        | —        | —        |
| 2018/19    | Vancouver Canucks     | NHL        | 65            | 9             | 22            | 31            | 118           | —        | —        | —        | —        | —        |
| 2019/20    | Vancouver Canucks     | NHL        |               |               |               |               |               |          |          |          |          |          |
| NHL celkem | NHL celkem            | NHL celkem | 478           | 73            | 99            | 172           | 924           | 19       | 2        | 3        | 5        | 43       |
| AHL celkem | AHL celkem            | AHL celkem | 146           | 13            | 23            | 36            | 372           | 2        | 0        | 0        | 0        | 6        |